# Tomohiko Murayama
Tomohiko Murayama (村山智彦?, Murayama Tomohiko; Ichihara, 22 agosto 1987) è un calciatore giapponese, portiere del Rovers Kisarazu.

## Palmarès

### Club

#### Competizioni nazionali
- J2 League: 1

Matsumoto Yamaga: 2018